# Romeo y Julieta (película de 2013)
Romeo y Julieta (título original en inglés: Romeo & Juliet) es una película italo-británica estadounidense de drama y romance de 2013, basada en la obra homónima de William Shakespeare, escrita por Julian Fellowes y dirigida por Carlo Carlei. Es protagonizada por Douglas Booth, Hailee Steinfeld, Damian Lewis, Kodi Smit-McPhee, Ed Westwick, Stellan Skarsgård y Paul Giamatti.
Como la adaptación de Franco Zeffirelli de la tragedia de Shakespeare, esta película utiliza el escenario tradicional de Verona del Renacimiento.La película se estrenó en el Reino Unido y Estados Unidos el 11 de octubre de 2013 y sólo recaudó $3,000,000.

## Argumento
Durante la Edad Media tardía en Verona, dos familias adineradas, los Montesco y los Capuleto, han estado peleando durante siglos por su clase alta. El príncipe Escala (Stellan Skarsgård) mandó a organizar un torneo para poder alejar la pelea de ambas familias en las calles. Un día en el mercado, los Montesco y los Capuleto comienzan una pelea que enfurece al príncipe Escala y él les exhorta que si la paz de Verona se ve perturbada de nuevo, se llevarán las vidas como condena de muerte. Momentos después, el conde Paris (Tom Wisdom) se reúne con el señor Capuleto (Damian Lewis) para tener la idea de contraer matrimonio con su hija Julieta (Hailee Steinfeld), pero el señor Capuleto piensa que es muy joven para el matrimonio y le pide que espere dentro de dos años más, tras lo cual, cumpliría los 15 años. Aprovechando el ofrecimiento, le pide a invitar a todos a un baile de carácter formal y la señora Capuleto (Natascha McElhone) y la nodriza de Julieta (Lesley Manville) la convencen de casarse con Paris. Mientras tanto, Benvolio (Kodi Smit-McPhee) discute con su primo Romeo (Douglas Booth), un joven hijo de los Montesco, sobre su depresión. Cuando Romeo le revela que está enamorado de Rosalina (Natalie Rapti Gomez), la sobrina del señor Capuleto, Benvolio lo convence y le aconseja que olvide a Rosalina, pero Romeo se niega y lo rechaza.
Más tarde a esa noche, llegó el baile de carácter formal celebrada por el señor Capuleto. Romeo empieza a colarse con Benvolio y Mercucio (Christian Cooke) con la esperanza de encontrarse con Rosalina, pero en cambio, ve a Julieta y se enamora perdidamente de ella. Julieta siente la misma atracción amorosa y comparten un baile. En ese momento, Teobaldo (Ed Westwick), el primo de Julieta, le informa al señor Capuleto sobre la presencia de Romeo, se enoja profundamente e intenta matarlo, pero el señor Capuleto se lo impide y enojándose con él, le advierte que si mata a Romeo, no sólo estropearía el baile, sino que molestaría a los invitados. Después de compartir un baile, Romeo y Julieta se van juntos a un lugar tranquilo y comparten un apasionado beso. La nodriza de Julieta interrumpe y cuando Romeo habla con la nodriza, descubre que Julieta es una Capuleto. Romeo se sale del baile con Benvolio y Mercucio, mientras que Teobaldo sigue con los deseos de matar a Romeo por haberse entrometido en el baile, no sin antes tener una discusión con Julieta exhortándole que rechace a Romeo, pero ella lo ignora.
Después de que termina el baile, Romeo se escabulle de Benvolio y Mercucio, y se infiltra en secreto en el jardín de los Capuleto, donde es testigo de que cómo escucha a Julieta desde el balcón de su dormitorio expresando su amor por él, a pesar de la hostilidad de los Montesco y los Capuleto. Él sube al balcón e intercambian promesas. Al día siguiente, rápidamente deciden casarse y Romeo busca la ayuda de Fray Lorenzo (Paul Giamatti) para hacer que ambos se casen y él está de acuerdo en pensar que su amor puede terminar la guerra violenta entre los Capuleto y los Montesco. Realizan la ceremonia y luego Julieta vuelve a casa. Romeo alcanza a Mercucio y Benvolio, pero se encuentran con Teobaldo y sus hombres en el camino. Teobaldo lo insulta y lo desafía a una pelea, pero Romeo se niega, debido a que lo considera como un parentesco familiar. Impaciente por la cobarde sumisión de Romeo, Mercucio pierde los estribos y se pone en su lugar para enfrentarse contra él. Los intentos de Romeo por impedir la pelea se complican cuando Teobaldo se aprovecha de ese momento apuñalando a Mercucio.  Enfurecido por la muerte de Mercucio, Romeo corre tras Teobaldo buscando venganza y retomando el enfrentamiento, luchan y Romeo logra matar a Teobaldo. Como resultado de esta pérdida, el príncipe Escala destierra a Romeo de Verona.
Mientras tanto, ambas familias están llenas de dolor por sus pérdidas, especialmente Julieta. Fray Lorenzo le envía a Romeo para que pueda pasar una última noche con ella. Romeo va hacia Julieta en su habitación, consumen su matrimonio y Romeo parte a toda prisa a la mañana siguiente. Pero Julieta se sorprende cuando su padre trae noticias de planificación para casar a Julieta con el conde Paris. Julieta se resiste pero el señor Capuleto la amenaza con renunciar a ella si no logra casarse con Paris. Julieta acude a Fray Lorenzo en busca de ayuda, queriendo suicidarse si él no tiene una solución. Fray Lorenzo, a cambio, le da una poción que la pondrá en un sueño de muerte temporal, mientras que él informará a Romeo sobre esto y se irán juntos. Julieta está muy feliz y bebe la poción esa noche. A la mañana siguiente, sus familiares al creerla muerta, están devastados y en lugar de su matrimonio, su funeral está planeado. Durante el funeral, Benvolio ve a Julieta y piensa que está muerta y se escapa de inmediato para contárselo a Romeo.
Sin embargo, la carta de Fray Lorenzo, enviado por su compañero Fray Juan (Stefano Patti), no llega a Romeo y Benvolio le informa a Romeo sobre la repentina muerte de Julieta. Al oír esto, Romeo está conmocionado y devastado y planea quitarse la vida. Regresa a Verona, a sabiendas de que el príncipe Escala iba a matarlo con la orden de destierro activa. Él decide comprar un eficaz veneno al boticario de la ciudad y va directo a la cripta de los Capuleto, pero se encuentra con Paris en la entrada, quien estuvo adentro, deprimido por la muerte de su prometida. Creyéndose que Romeo es un saqueador de cadáveres (mediante los crímenes que cometió tras haber matado a Teobaldo), Paris intenta detenerlo y lo enfrenta, pero muere vencido por Romeo en un duelo de espadas. Romeo entra a la cripta y al llegar en dónde está el cadáver de Julieta, la besa por última vez y luego bebe el veneno sin darse cuenta de que Julieta se había despertado. Julieta está encantada de verlo y se besan, pero Romeo se derrumba de repente. Cuando Julieta descubre que Romeo tomó veneno, muere en sus brazos. Fray Lorenzo, alertado por Benvolio, llega para encontrar a una Julieta desconsolada, llorando por el cadáver de Romeo y él oye que algunos guardias se acercan y los detiene. Mientras está llena de dolor, Julieta ve la daga de Romeo y se apuñala en el abdomen, matándose a sí misma. Fray Lorenzo logra regresar, pero para su desgracia, los encuentra muertos y al ver esto, llora en profunda tristeza.
El príncipe Escala les advierte a las dos familias sobre las consecuencias mediante la pérdida de sus primogénitos y reprime al señor Capuleto y al señor Montesco (Tomas Arana) que su rivalidad han creado dolor y sufrimiento en vez de paz y amor. Después de esto, los Montesco y los Capuleto finalmente deciden reconciliarse, terminando así su enemistad, antes de que se lleve a cabo su funeral conjunto. La película concluye cuando el príncipe Escala en un voice-over pronuncia su elegía del amor imposible de ambos jóvenes, mientras que durante el tiempo de luto y minuto de silencio, Benvolio se acerca a los cadáveres de los difuntos jóvenes haciendo estrechar sus manos gracias a la tragedia que los hizo unir en la muerte.

## Reparto
- Douglas Booth como Romeo Montesco.
- Hailee Steinfeld como Julieta Capuleto.
- Kodi Smit-McPhee como Benvolio Montesco.
- Ed Westwick como Teobaldo Capuleto.
- Christian Cooke como Mercucio Escala.
- Lesley Manville como la nodriza de Julieta.
- Natalie Rapti Gomez como Rosalina Capuleto.
- Paul Giamatti como Fray Lorenzo.
- Damian Lewis como Sr. Capuleto.
- Natascha McElhone como Sra. Capuleto.
- Tomas Arana como Sr. Montesco.
- Laura Morante como Sra. Montesco.
- Stellan Skarsgård como Príncipe Escala.
- Tom Wisdom como Conde Paris.
- Stefano Patti como Fray Juan.
- Anton Alexander como Abraham.
- Matt Patresi como Gregorio.
- Marcus Cotterell como Sansón.
- Clive Riche como Pedro.
- Leon Vitali como un boticario.
- Simona Caparrini como una invitada (amiga de los Capuleto).
- Fabrice Scott como Vigía.

## Voces de doblaje (Hispanoamérica)
- Alan Bravo como Romeo Montesco.
- Monserrat Mendoza como Julieta Capuleto.
- José Antonio Toledano como Benvolio Montesco.
- Moisés Iván Mora como Teobaldo Capuleto.
- Sebastián Saavedra como Mercucio Escala.
- Ángela Villanueva como la nodriza de Julieta.
- Erika Ugalde como Rosalina Capuleto.
- René García Miranda como Fray Lorenzo.
- Rolando de Castro como Sr. Capuleto.
- Xóchitl Ugarte como Sra. Capuleto.
- Rafael Rivera como Sr. Montesco.
- Valeria Gómez como Sra. Montesco.
- Salvador Delgado como Príncipe Escala.
- Ignacio de Anca como Conde Paris.
- Alejandro Graue como Fray Juan.
- Germán Fabregat como Abraham.
- Óscar Gómez como Gregorio.
- Rodrigo Gutiérrez como Sansón.
- Marcelo Armand como Pedro.
- Mario Díaz Mercado como un boticario.
- Anabel Méndez como una invitada (amiga de los Capuleto).
- Pedro D'Aguillón Jr. como Narración inicial.

## Producción
Ed Westwick fue el primer actor en leer el guion. En abril de 2011, se dijo que Hailee Steinfeld estaba en conversaciones para el papel principal de Julieta en esta adaptación. Debido a la corta edad de Steinfeld, había cierta preocupación de que le pidieran aparecer desnuda en la película. El director Carlo Carlei explicó que "había una escena de amor que incluía desnudez para los casados Romeo y Julieta. Este guion fue escrito teniendo en mente a una actriz de 20 años. Tan pronto como fue elegida Hailee Steinfeld, toda la desnudez y el amor han sido extirpado del guion. Será romántico y apropiado para la edad de un niño de 14 años". Julian Fellowes agregó: "Sentimos que sería bueno tener un amor romántico y casado, y que la pureza fue una parte importante de la película. No hacen el amor hasta que se han casado". El papel de Romeo se encontró en junio de 2011 cuando Douglas Booth fue elegido, superando a otros 300 actores que estaban interesados en el papel. A Paul Wesley se le había ofrecido el papel de Conde Paris, pero en febrero de 2012 se anunció que Tom Wisdom lo interpretaría.
El rodaje comenzó el 3 de febrero de 2012 en Italia. La película fue filmada en la gruta Sacro Speco en Subiaco; Mantua; Caprarola, Lazio; Cinecittà, Roma; y en Verona. Las primeras imágenes del conjunto se publicaron en el periódico italiano Gazzetta di Mantova el 14 de febrero de 2012. Steinfeld terminó de filmar sus escenas el 7 de marzo de 2012.

## Lanzamiento

### Estreno teatral y estreno
Los productores pagaron a Relativity Media el lanzamiento de la película en América del Norte el 11 de octubre de 2013, mientras que la película fue lanzada a través de D Films en Canadá en la misma fecha. El estreno se celebró en Hollywood el 24 de septiembre de 2013 en el ArcLight Hollywood. Fue lanzado en Australia el 13 de febrero de 2014.

### Formato casero
Romeo y Julieta fue lanzado en DVD el 4 de febrero de 2014 por 20th Century Fox Home Entertainment.